# Szilárd Németh (Politiker)

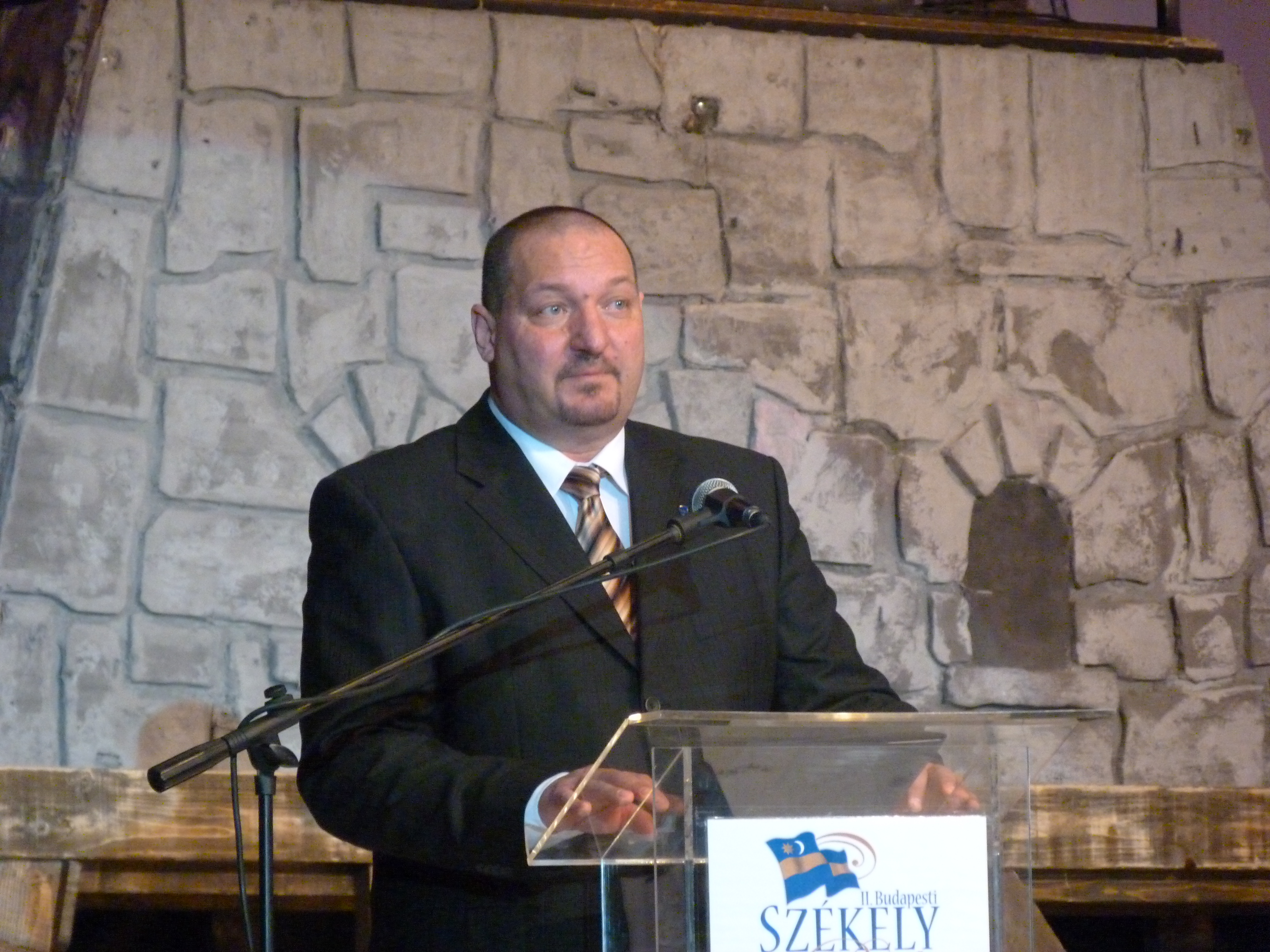
Szilárd Németh (2015)

Szilárd Németh ['silaːrd 'neːmɛt] (* 24. April 1964 in Budapest) ist ein ungarischer Politiker und seit 2015 Vizevorsitzender der ungarischen Partei Fidesz – Ungarischer Bürgerbund. Er ist (mit Unterbrechungen) seit 2004 Abgeordneter im Ungarischen Parlament. Von 1998 bis 2010 war er in der Selbstverwaltung des Budapester Bezirks Csepel tätig, 2010 bis 2014 als Bürgermeister.

## Politische Laufbahn

### Politische Tätigkeit in Csepel
Im Jahre 1998 wurde er Mitglied der Csepeler Selbstverwaltung, in der er für drei Legislaturperioden (1998–2010) arbeitete. 2006 hat er in seinem Csepeler Wahlkreis gewonnen, davor kam er nur über die Liste von Fidesz in die Selbstverwaltung. Von 2002 bis 2009 war er der Fraktionsvorsitzende von Fidesz in der Selbstverwaltung. Im Jahre 2010 wurde er Bürgermeister des Bezirks.

### Arbeit im Parlament
2004 wurde er zum ersten Mal Abgeordneter im Ungarischen Parlament. Er rückte (bis zur Parlamentswahl 2006) auf den Platz von Csaba Őry nach, der ins Europäische Parlament gewählt wurde. 2009 setzte er die Arbeit von Tamás Deutsch fort, der ebenfalls in das Europäische Parlament wechselte. Bei der Parlamentswahl 2010 gewann er erstmals für Fidesz das Direktmandat in Csepel. Ab 2013 war er Regierungsbeauftragter für die sogenannte „Regiesenkung“, deren Ziel eine radikale Kürzung von Nebenkosten, wie Gas und Strom, war. Bei der Parlamentswahl 2014 konnte er seinen Wahlkreis nicht gewinnen; er kam über die Landesliste von Fidesz ins Parlament.

### Kampagne gegen den sogenannten „Soros-Plan“
Im Jahre 2017 startete die Fidesz eine Kampagne gegen den ungarischstämmigen US-Milliardär George Soros, da sie der Meinung ist, dass dieser durch finanzielle Unterstützung Einwanderung fördern würde. Németh war neben Viktor Orbán federführend bei der Kampagne. In den Medien und im Parlament vertritt er einen kämpferischen Standpunkt; einmal verdächtigte er Soros und seine Zivilorganisationen, für einen U-Bahn-Ausfall in Budapest verantwortlich zu sein. Er will diejenigen ungarischen regierungsunabhängigen Zivilorganisationen zurückdrängen und verbieten, die von Soros finanziert werden.

## Familienstand
Németh ist verheiratet und hat zwei Kinder, Virág und Bendegúz.